# Świętomir
Świętomir – staropolskie imię męskie, złożone z członu Święto- ("święty", "silny, mocny") i -mir ("pokój"). Może oznaczać "ten, który zapewnia trwały pokój". Żeński odpowiednik: Świętomira.
Świętomir imieniny obchodzi 28 lipca.